# Pierre Louis Dulong
Pour les articles homonymes, voir Dulong.
Pierre Louis Dulong, né à Rouen le 12 ou le 13 février 1785 et mort dans l'ancien 12e arrondissement de Paris le 19 juillet 1838, est un chimiste et physicien français, auteur de travaux sur la chaleur spécifique, la dilatation et l’indice de réfraction des gaz.

## Biographie
Né à Rouen, fils unique, laissé orphelin à l’âge de quatre ans avec une fortune assez considérable, il est confié à sa tante habitant Auxerre et fait ses études secondaires au collège de cette ville, puis, en attendant d’atteindre l’âge de seize ans, suit un cours de grammaire générale et un cours de chimie à l’école centrale de Rouen.
En 1800, il retourne à Auxerre afin de subir les épreuves d’examen d’entrée à l’École polytechnique, il y est seul admis sur les soixante candidats de son centre d'examen et y entre en 1801, à seize ans, âge minimal requis pour l'admission. Bien que préférant le génie maritime, il est, à défaut de place, classé dans l’artillerie de terre. La faiblesse de sa santé l’oblige à quitter l'école d'artillerie avant la fin de la seconde année.
Il étudie ensuite la médecine à l'École de santé de Paris, art qu’il pratique quelque temps dans un quartier pauvre du douzième arrondissement de Paris, le faubourg Saint-Marceau. Il se tourne ensuite vers les sciences et tout d’abord la botanique, puis la chimie en devenant préparateur dans l’atelier de Berthollet où il travaille sur la réaction des sels solubles sur les sels insolubles.
À l'ouverture de l'École normale, fin décembre 1810, il est nommé, grâce à l’influence de Berthollet, répétiteur (puis maître de conférences) de physique-chimie, fonctions qu'il occupera jusqu'à la fermeture de l'école en 1822. La faculté des sciences de Paris ouvre à la même époque (avril 1811), et il y devient préparateur du cours de chimie de Louis Jacques Thénard et en octobre 1811 découvre le chlorure d’azote. En octobre 1812, une explosion lui fait perdre un œil et deux doigts.
Le 24 juillet 1813, il est nommé professeur de physique et de chimie à l’École vétérinaire d’Alfort, il en démissionnera pour raison de santé le 13 octobre 1827. De 1813 à 1817, il y travaille sur l’acide nitreux, les acides phosphoriques et l’acide oxalique. Il collabore avec Petit sur le travail de la chaleur.
Il est parallèlement nommé examinateur de chimie à l’École polytechnique en 1812, de chimie et de physique en 1813, puis professeur de physique de 1820 à 1829, succédant à Alexis Thérèse Petit, et enfin directeur des études de 1830 à sa mort (à ce poste, il succède à Jacques Binet, et Coriolis lui succèdera).
Il est aussi nommé professeur adjoint à la Faculté des sciences de Paris auprès de Thénard en 1820, chargé  des cours du 2e semestre. En 1828, il échange son cours de chimie avec le cours de physique de Gay-Lussac, et en 1832, il est nommé professeur titulaire de la chaire de physique.
Il est élu membre de l’Académie des sciences en 1823 (section de physique générale).
Il est inhumé au cimetière du Père-Lachaise (8e division).

## Travaux
En chimie, Pierre Louis Dulong découvrit en 1812 le chlorure d’azote.
En physique, il reconnut, avec Alexis Thérèse Petit, que la chaleur spécifique des corps est en raison inverse du poids de leurs atomes. Ils développèrent une théorie permettant d’expliquer la valeur de la chaleur massique des métaux connue sous le nom de loi de Dulong et Petit.
Enfin, il détermina, avec François Arago, la force élastique de la vapeur d'eau à différentes températures.
La plupart de ses écrits ont été publiés dans les Annales de chimie et de physique :
- Recherches sur la décomposition mutuelle des sels insolubles et des sels solubles (Annales de Chimie, t. LXXXII) ;
- Mémoire sur une nouvelle matière détonante (Mémoires de la Société d’Arcueil, t. III) ;
- Recherches sur les lois de la dilatation des solides, des liquides et des fluides élastiques, et sur la mesure exacte des températures (Annales de chimie et de physique, t. II) ;
- Observations sur quelques combinaisons de l’azote et de l’oxygène (Ibid.) ;
- Mémoire sur les combinaisons du phosphore avec l’oxygène (Mémoires de la Société d’Arcueil, t. III) ;
- Recherches sur la mesure des températures et sur les lois de la communication de la chaleur (Annales de chimie et de physique, t. VII) ;
- Recherches sur quelques points importants de la théorie de la chaleur (Ibid., t. X) ;
- Nouvelle détermination des proportions de l’eau et de la densité de quelques fluides élastiques (Ibid., t. XV) ;
- Notes sur la propriété que possèdent quelques métaux de faciliter la combinaison des fluides élastiques (Mémoires de l’Institut, t. V) ;
- Recherches sur les pouvoirs réfringents des fluides élastiques (Ibid., t. X) ;
- Recherches sur la force élastique de la vapeur d’eau (Ibid., t. X) ;
- Rapport, fait le 9 janvier 1832, avec MM. Arago, Prony et Cordier, sur un Mémoire relatif aux appareils producteurs de la vapeur, lu à l’Académie des Sciences, par le baron Seguier ; Paris, 1832, in-8o.

## Hommages
- Une rue du 17e arrondissement de Paris porte son nom depuis 1864.
- Son nom est inscrit sur la tour Eiffel.
- Une rue porte son nom dans le centre historique de Rouen.